# Sporormiella longisporopsis
Sporormiella longisporopsis är en svampart som beskrevs av S.I. Ahmed & Cain 1972. Sporormiella longisporopsis ingår i släktet Sporormiella och familjen Sporormiaceae.   Inga underarter finns listade i Catalogue of Life.